# Hang Chufín
Hang Chufín nằm ở thị trấn Riclones ở Cantabria (Tây Ban Nha). Nó là một trong những hang động nằm trong danh sách là di sản thế giới của UNESCO từ tháng 07 năm 2008, với khu vực "hang Altamira và hang Altamira và hang nghệ thuật thời đại đồ đá cũ của Bắc Tây Ban Nha".